# 선인장아과
선인장아과(仙人掌亞科, 학명: Opuntioideae 오푼티오이데아이[*])는 선인장과의 아과이다. 둥글고 납작한 모양의 선인장, 괴근을 형성하는 길쭉한 형태의 선인장, 큰 잎이 달리며 다육조직을 가진 선인장, 원통형으로 자라며 목질화하는 선인장 등을 포함하는 아과로, 저밀도의 다육을 형성하고 있다. 부채선인장들은 일반적으로 새로운 조직을 성장시킬 때 잎의 흔적인 작은 돌기를 가시자리마다 하나씩 생성한다. 이 돌기는 성장 직후 말라 없어진다. 중국 남부에서는 부채선인장을 개량하여 식량 대체작물로 재배하고 있다. (단위면적당 생산량이 기존의 벼와 비슷하다고 한다.) 원산지에서는 자연 상태에서 10m 이상 크는 종류들도 존재한다.

## 하위 분류
선인장족(Opuntieae DC.)
- 선인장속(Opuntia Mill.)
- Brasiliopuntia (K.Schum.) A.Berger
- Consolea Lem.
- Miqueliopuntia Fric ex F.Ritter
- Tacinga Britton & Rose
- Tunilla D.R.Hunt & Iliff

아우스트로킬린드로푼티아족(Austrocylindropuntieae R.S.Wallace & S.L.Dickie)
- Austrocylindropuntia Backeb.
- Cumulopuntia F.Ritter
- Punotia D.R.Hunt

장자무장야선인장족(Tephrocacteae Doweld)
- 장자무장야선인장속(Tephrocactus Lem.)
- Maihueniopsis Speg.

킬린드로푼티아족(Cylindropuntieae Doweld)
- 무자단선선인장속(Grusonia K.Schum.
- Cylindropuntia (Engelm.) F.M.Knuth
- Pereskiopsis Britton & Rose
- Quiabentia Britton & Rose

프테로칵투스족(Pterocacteae Doweld)
- Pterocactus K.Schum.

## 계통 분류
선인장과의 계통 분류는 다음과 같다.
|  | 선인장아과                                                            |
|  |                                                                       |
|  | \| \| 의사엽선인장아과 \| \| \| \| \| \| 영춘환선인장아과 \| \| \| \| |
|  |                                                                       |
|  | 의사엽선인장아과                                                      |
|  |                                                                       |
|  | 영춘환선인장아과                                                      |
|  |                                                                       |

|  | 의사엽선인장아과 |
|  |                  |
|  | 영춘환선인장아과 |
|  |                  |

|  | 선인장아과                                                            |
|  |                                                                       |
|  | \| \| 의사엽선인장아과 \| \| \| \| \| \| 영춘환선인장아과 \| \| \| \| |
|  |                                                                       |
|  | 의사엽선인장아과                                                      |
|  |                                                                       |
|  | 영춘환선인장아과                                                      |
|  |                                                                       |

|  | 의사엽선인장아과 |
|  |                  |
|  | 영춘환선인장아과 |
|  |                  |

|  | 선인장아과                                                            |
|  |                                                                       |
|  | \| \| 의사엽선인장아과 \| \| \| \| \| \| 영춘환선인장아과 \| \| \| \| |
|  |                                                                       |
|  | 의사엽선인장아과                                                      |
|  |                                                                       |
|  | 영춘환선인장아과                                                      |
|  |                                                                       |

|  | 의사엽선인장아과 |
|  |                  |
|  | 영춘환선인장아과 |
|  |                  |

|  | 선인장아과                                                            |
|  |                                                                       |
|  | \| \| 의사엽선인장아과 \| \| \| \| \| \| 영춘환선인장아과 \| \| \| \| |
|  |                                                                       |
|  | 의사엽선인장아과                                                      |
|  |                                                                       |
|  | 영춘환선인장아과                                                      |
|  |                                                                       |

|  | 의사엽선인장아과 |
|  |                  |
|  | 영춘환선인장아과 |
|  |                  |